# Anton Lechner
Anton Lechner (ur. 18 listopada 1907 w Buchers (Pohoří na Šumavě), zm. 14 września 1975) – zbrodniarz hitlerowski, członek załogi obozu koncentracyjnego Auschwitz-Birkenau i SS-Rottenführer.
Do 1938 był obywatelem czechosłowackim. Po aneksji Kraju Sudetów przez III Rzeszę zmienił obywatelstwo na niemieckie. Ukończył szkołę powszechną, a z zawodu był woźnicą. Od grudnia 1939 Lechner należał do NSDAP i SS. W lutym 1941 został przydzielony do personelu obozu w Oświęcimiu, gdzie początkowo pełnił służbę jako wartownik, a następnie (od 1943 do 5 grudnia 1944) jako konwojent w pogotowiu samochodowym. Wielokrotnie w tym czasie znęcał się nad więźniami.
Anton Lechner został 22 grudnia 1947 skazany przez Najwyższy Trybunał Narodowy w Krakowie w pierwszym procesie oświęcimskim na karę dożywotniego pozbawienia wolności. Zwolniony został z więzienia na mocy amnestii w latach pięćdziesiątych.